# Opisthoxia picta
Opisthoxia picta är en fjärilsart som beskrevs av William Schaus 1898. Opisthoxia picta ingår i släktet Opisthoxia och familjen mätare. Inga underarter finns listade i Catalogue of Life.